# Beresford (South Dakota)
Beresford is een plaats (city) in de Amerikaanse staat South Dakota, en valt bestuurlijk gezien onder Lincoln County en Union County.

## Demografie
Bij de volkstelling in 2000 werd het aantal inwoners vastgesteld op 2006.
In 2006 is het aantal inwoners door het United States Census Bureau geschat op 2060, een stijging van 54 (2,7%).

## Geografie
Volgens het United States Census Bureau beslaat de plaats een oppervlakte van
4,6 km², geheel bestaande uit land. Beresford ligt op ongeveer 457 m boven zeeniveau.

## Plaatsen in de nabije omgeving
De onderstaande figuur toont nabijgelegen plaatsen in een straal van 28 km rond Beresford.